# Sayeret Golani
La Sayeret Golani è un'unità speciale dell'esercito israeliano.
Creata nel 1951, essa fu inizialmente chiamata Machleket Siyur Meyuchedet, ovverosia "Plotone Speciale Esplorativo", e inclusa come componente della 1ª Brigata Meccanizzata Golani.
La sua capacità d'intervento, come quella di altre sayeret, l'ha portata a partecipare a operazioni particolarmente complesse che esigevano un elevato addestramento e un'accentuata capacità d'intervento in teatri bellici notevolmente rischiosi.
La Sayeret Golani ha infatti preso parte ad azioni di notevole rilevanza sui fronti libanese e siriano, ma anche a Beirut e in Uganda (liberazione degli ostaggi a Entebbe).